# Сават (фильм)
«Сава́т» (иногда - Французский бокс) — американский кинофильм в жанре боевик 1995 года. Режиссёр — Айзек Флорентайн, в главной роли — Оливье Грюнер.

## Сюжет
Америка, 1865 год. Молодой французский офицер, Джозеф Чарлегранд (Оливье Грюнер), ищет убийцу своего друга-сослуживца. Неожиданный случай сводит его с фермерами — сестрой и братом. У них вместе с соседями есть одна проблема — это алчный строитель железной дороги, намеревающийся проложить её по их земельным угодьям. Герой фильма встаёт на защиту молодых фермеров. Его новый друг погибает, и Чарлегранд решает идти до конца, взяв на себя опеку над не только осиротевшей девушкой, но и остальными поселянами.
Теперь ему предстоит участие в турнире бойцов, победителю которого достанутся деньги, молодая девушка и встреча с заклятым врагом недавнего прошлого.

## В ролях
- Оливье Грюнер — Джозеф Чарлегранд;
- Ян Зиринг — Кейн Паркер;
- Эшли Лоренс — Мэри Паркер;
- Марк Сингер — Зигфилд фон Тротта;
- Скотт Л. Шварц — Ужасный Бруно;
- Рэнс Ховард — фермер.